# Pelidnota vazdemelloi
Pelidnota vazdemelloi är en skalbaggsart som beskrevs av Soula 2006. Pelidnota vazdemelloi ingår i släktet Pelidnota och familjen Rutelidae. Inga underarter finns listade i Catalogue of Life.